# Domenico Caruso
Domenico Caruso (San Martino di Taurianova, 25 marzo 1933) è un poeta e scrittore italiano.

## Biografia
Noto studioso del dialetto calabrese, lingua in cui ha composto molte delle sue opere.
Nato a San Martino di Taurianova il 25 marzo 1933, intraprende gli studi magistrali per poi iscriversi alla facoltà di lingue. Costretto ad interrompere gli studi per motivi economici intraprende la professione di insegnante elementare.
Diventa corrispondente per le sezioni calabresi della Rai e del quotidiano Il Tempo, incarichi che ricoprirà per diversi anni.
Alla passione per l'insegnamento abbina la passione per la poesia e quella per la letteratura e la storia calabrese.
Oltre alle opere cartacee e agli articoli su giornali e riviste, già dal 1996 inizia ad utilizzare il web come veicolo per diffondere informazioni sulla storia e sul folklore calabrese.

## Opere principali
- Primi abbozzi, Ed. Formica, 1961
- Liriche e satire, Ed. G. Lucente, 1963
- La Calabria e il suo poeta, Ed. Ursini, 1978
- Calabria mia - Alla scoperta dell'antica saggezza, Centro Studi S. Martino, 1988
- Storia e Folklore Calabrese, Centro Studi S. Martino, 1988
- S. Martino: un paese e un Santo & Il miglior folk calabrese, Centro Studi S. Martino, 2000
- Martino di Tours - Il Santo della Carità , Centro Studi S. Martino, 2007
- Calabria da scoprire, Il mio libro, 2012
- Il dolore, la morte & la speranza, Il mio libro, 2012
- La nostra storia, Il mio libro, 2012
- Uomini illustri di Calabria, Il mio libro, 2012
- Usi, tradizioni e costumi di Calabria, Il mio libro, 2012
- Storia, Folklore & Riflessioni, Il mio libro, 2013
- Storie, memorie e riflessioni, Il mio libro, 2013
- La Vita è preghiera, Il mio libro, 2014
- Almanacco calabrese, Il mio libro, 2015
- E’ della Calabria il miglior folk, Il mio libro, 2015
- La Piana di Gioia Tauro, Il mio libro, 2015
- Nonno, raccontaci una storia, Il mio libro, 2015
- Il cuore e la parola, Il mio libro, 2016
- Calabria da scoprire, Il mio libro, 2017
- Folklore di Calabria... e non solo, Youcanprint, 2017
- Il Divino Maestro, Youcanprint, 2017
- Sulle orme di Gesù, Youcanprint, 2017
- Viaggio alla scoperta della Calabria, Il mio libro, 2017
- Calabresi illustri... e non solo , Youcanprint, 2018
- Quaderno n.6, Centro Studi Bruttium, 2021
- Quaderno n.8, Centro Studi Bruttium, 2021
- Quaderno n 36, Centro Studi Bruttium, 2022
- Retrospettiva poetica del Centro Studi Bruttium di CZ - 02/2023
- Il valore dei ricordi del Centro Studi Bruttium di CZ - 04/2023
- "La Ciminiera" - CZ - Dal 2003 al 2023

### Poesie
- 'U barveri
- A' funtana
- A' stada
- Calabrisi jeu sugnu e mi 'ndi vantu
- Gnuri e pezzenti

### Premi e riconoscimenti
- Mondo domani (1963)
- Alla ricerca del folk italiano (1972)[9]
- Era Lacinia (1973)